# المشاخرة (ذمار)
المشاخره هي إحدى قرى الجمهورية اليمنية. تتبع جغرافيا لمحافظة ذمار وإداريًا لمديرية الحداء. يبلغ تعداد سكانها 1750 نسمة حسب الإحصاء الذي أجري عام 2004.